# ルイーゼ・シャルロッテ・フォン・ブランデンブルク
ルイーゼ・シャルロッテ・フォン・ブランデンブルク（Luise Charlotte von Brandenburg, 1617年9月13日 - 1676年8月29日）は、ドイツのブランデンブルク選帝侯家の公女で、クールラント公ヤーコプの妻。大選帝侯フリードリヒ・ヴィルヘルムの姉。

## 生涯
ブランデンブルク選帝侯ゲオルク・ヴィルヘルムとその妻でプファルツ選帝侯フリードリヒ4世の娘であるエリーザベト・シャルロッテの間の第1子、長女として生まれた。1645年10月9日にケーニヒスベルクにおいて、クールラント公ヤーコプと結婚した。ケーニヒスベルク大学教授で詩人のジーモン・ダッハはこの婚礼に際し、公爵夫妻に頌詩を献呈している。この結婚により、ヤーコプは義弟の大選帝侯と共同で、隣の大国ポーランド・リトアニア共和国に対する敵対政策を進めていくことを決心した。
ルイーゼはクールラントの国政に大きな影響力を持ち、ミタウの彼女の宮廷はポーランド人、ロシア人、ブランデンブルク人、スウェーデン人などが集うバルト海海域の国際政治の舞台となった。ルイーゼは気立てが良く、賢く勇敢な女性であり、夫の成功を陰で支えた有能な公爵夫人だったと評価されている。

## 子女
夫との間に5男4女の9人の子女をもうけた。
- ルイーゼ・エリーザベト（1646年 - 1690年） - 1670年、ヘッセン＝ホンブルク方伯フリードリヒ2世と結婚
- ラディスラウス・フリードリヒ（生没年不明、夭折）
- クリスティーナ（生没年不明、夭折）
- フリードリヒ・カジミール（1650年 - 1698年） - クールラント公
- シャルロッテ・マリー（1651年 - 1728年） - ヘルフォルト女子修道院長
- マリア・アマーリア（1653年 - 1711年） - 1673年、ヘッセン＝カッセル方伯カールと結婚
- カール・ヤーコプ（1654年 - 1676年）
- フェルディナント（1655年 - 1737年） - クールラント公
- アレクサンダー（1658年 - 1686年）